# 尢列

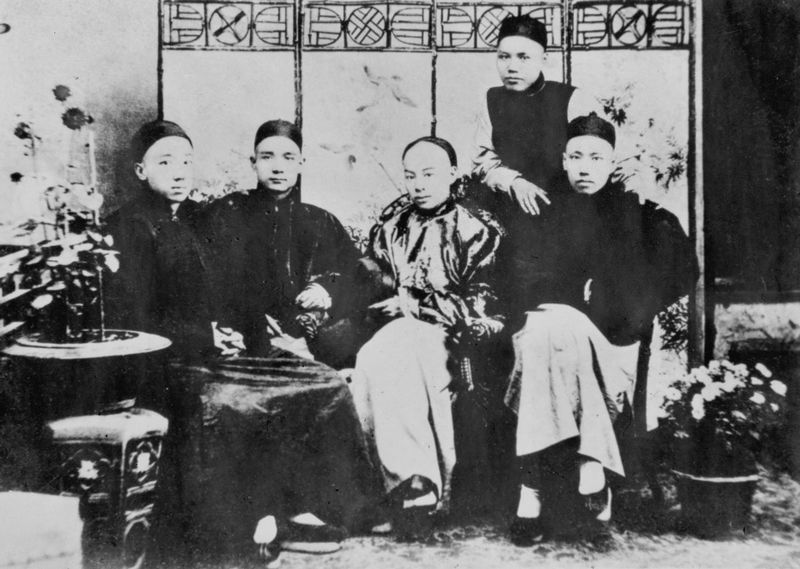
四大寇和關景良（1890年攝于香港）。前排左起：楊鶴齡、孫中山、陳少白、尢列。後立者為關景良並不是四大寇之一。

尢列（1865年—1936年），常作尤列，幼名季博，學名其洞，字推孝，又字令季，別字少紈、孝紈，號小園，又號吳興季子。廣東順德人，中國革命家，與孫中山、陳少白、楊鶴齡被清政府合稱「四大寇」。

## 生平
1865年出生于顺德杏坛北水新基坊书香世家，从小博闻强记，所读的书到中年还能背诵半数，孙中山在日本横滨时曾当面称他是“石龟肚”（即记忆力特別强）。尢列在学堂读书时，他受业师陆南朗影响，很早就萌发反清意识，绝意科举仕进。他17岁时在上海参加洪门。
1886年入广州算学馆，毕业后充广东沙田局丈算总目，又任广东舆图局测绘生。两年后毕业，任广东沙田局丈算总目、广东与图局测绘生、香港华民政务司署书记。
孫中山在大学时代广泛交游，其中交往最密切的有陈少白、尢列、杨鹤龄三人。四人常聚首一堂，議論大清時政，時人稱之為四大寇。孙中山后来回忆说：“予与陈、尢、杨三人常往香港，昕夕往还，……四个相依甚密，非谈革命则无以为欢，数年如一日，故港澳间戚友交游，皆呼予等为‘四大寇’。此为予革命言论之时代也。”
1893年与孙中山、陆皓东等聚于城南广雅书局之抗风轩，议设兴中会，但未得成立。尢列同陆皓东、周昭岳回顺德北水创办“兴利蚕种公司”，以经营优良蚕种为掩护，秘密进行革命活动，孙中山多次到此议事。
1895年与孙中山、陈少白等组织香港兴中会，设机关部，对外称“乾亨行”，准备广州起义，失败后逃亡西贡。1897年在九龙成立中和堂，继续从事革命活动。
1900年惠州起义时，去长江流域谋响应，尢列参与惠州起义失败，遭清政府严缉，与孙中山东渡日本，二人同住横滨市前田町，共议“开导侨界，沟通学界”的行动计划，并拟定“中华民国”国号。后赴日本及南洋各地，设立中和堂分部，联络华侨中工人与小商，并在新加坡出版《图南日报》，任《图南日报》名誉总编。
1906年，受孙中山指派，建立中国同盟会新加坡分会，募集资金援助国内武装起义。
1910年，尢列秘密归国襄助蔡锷举义。
1911年武昌起义成功，他组织中和堂北伐军，并策动滇、黔等省兵力东向抗击清朝残余武装势力。
1913年5月，袁世凯为笼络尢列反对孙文，邀请到北京，尢列虛与委蛇，借故离开北京，后再东渡日本避难。
後來孙中山策划督师北伐，派人邀请尢列回广州任顾问，尢列欣然应聘。1921年，尤列任孙中山总统府顾问。但不久与胡汉民、陈少白等人政见不合，赴香港定居。在香港创办皇覺书院，鼓吹孔教伦理救国。
1936年9月，尢列自知不久于人世，扶病到南京谒祭中山陵。於同年11月12日，即孙中山冥寿之日離世，享年七十有一。著有《四书章节易解》《四书新案》等。

## 家庭
尢列的第二代把姓氏從「尢」改為「尤」，但其家族後人堅持用「尢列」的寫法。
香港特別行政區前民政事務局常任秘書長、前職業訓練局執行幹事尤曾家麗為尢列的曾孫媳婦。
臺北的國立國父紀念館的史蹟展覽，使用尤列名字，代替以前用的尢列。

## 紀念
香港九龍侯王道曾有一所尢列紀念中學，尢列兒子尢永昌曾任該學校負責人。